# Deus de Milagres
Deus de Milagres é o quarto álbum de estúdio do grupo Toque no Altar e o último da banda utilizando este nome. Foi gravado em estúdio entre os meses de agosto e setembro de 2008. Produzido por Vagner Santos, o disco traz doze canções na voz de Rafael Bitencourt, sendo o segundo trabalho da segunda formação da banda.
A música "Não Recuarei" foi indicada ao Troféu Talento de 2009.

## Faixas
| Nº | Titulo                   | Compositor                                                       |
| -- | ------------------------ | ---------------------------------------------------------------- |
| 01 | Vou Tirar os Pés do Chão | Rafael Bitencourt / Johny Mafra / Felipe Alves                   |
| 02 | Bondade e Paz            | Rafael Bitencourt / Scooby Carvalho / Felipe Alves / Luizão Bass |
| 03 | Não Recuarei             | Rafael Bitencourt / Johny Mafra / Felipe Alves                   |
| 04 | Deus de Milagres         | Adriano Brito                                                    |
| 05 | Seja Comigo              | Rafael Bitencourt / Johny Mafra                                  |
| 06 | Eu Vou Ganhar no Grito   | Rafael Bitencourt / Johny Mafra                                  |
| 07 | Toca-me Outra Vez        | Rafael Bitencourt / Johny Mafra / Felipe Alves                   |
| 08 | Teu Filho e Nada Mais    | Rafael Bitencourt / Johny Mafra / Scooby Carvalho                |
| 09 | Volta a Vida             | Rafael Bitencourt / Johny Mafra / Felipe Alves                   |
| 10 | És Minha Vida            | Rafael Bitencourt / Johny Mafra / Felipe Alves                   |
| 11 | Glória da Segunda Casa   | Rafael Bitencourt / Johny Mafra / Felipe Alves                   |
| 12 | Reinar em Vida           | Rafael Bitencourt / Johny Mafra / Felipe Alves                   |

| Críticas profissionais | Críticas profissionais |
| Avaliações da crítica  | Avaliações da crítica  |
| Fonte                  | Avaliação              |
| ---------------------- | ---------------------- |
| Super Gospel           | (favorável)            |
| Casa Gospel            | (favorável)            |